# Калинин, Эдуард Александрович
Эдуард Александрович Калинин — советский хозяйственный, государственный и политический деятель.

## Биография
Родился в 1932 году. Член КПСС.
Образование высшее (окончил Волгоградский механический институт).
- В 1955—1972 гг. — мастер, начальник смены, начальник цеха, заместитель директора Волгоградского тракторного завода, председатель профкома, секретарь парткома завода.[1][2]
- В 1972—1975 гг. — генеральный директор Павлодарского тракторного завода.[1]
- В 1975—1991 гг. — первый заместитель министра тракторного и сельскохозяйственного машиностроения СССР.[1]

Лауреат Государственной премии СССР.
C 1992 гг. — первый заместитель председателя Правления акционерного объединения Автосельхозмашхолдинг, председатель Совета директоров ООО «Автосельхозмаш».
Живёт в Москве.